# Emma es encantadora
Emma es encantadora es una serie de historietas escrita por Andreu Martín y Francisco Pérez Navarro y dibujada por Trini Tinturé para el semanario Lily. Su protagonista homónima es una bruja adolescente.

## Trayectoria editorial
La idea de desarrollar una serie protagonizada por una bruja moderna partió de la propia Trini Tinturé, pero fue Andreu Martín quien se encargó de desarrollarla.
La primera entrega de la serie apareció en el número 1045 de la revista femenina Lily, fechado el 14 de diciembre de 1981.  Fue continuada por Francisco Pérez Navarro.
Ya en 1983 empezó a publicarse en otros países, comenzando por Grecia. La propia Bruguera la recogió también en su colección Joyas Literarias Juveniles/Serie Azul.
En el nuevo siglo, Glénat España comenzó a reeditarla en una cuidada edición, de la que salieron sendos volúmenes en 2006 y 2008.